# ماديرا كانيون
ماديرا كانيون هو وادٍ يقع في الواجهة الشمالية الغربية لجبال سانتا ريتا، على بعد 25 ميلاً جنوب شرق توكسون، أريزونا. هو جزء من غابة كورونادو الوطنية، تضم ماديرا كانيون مواقع لتخييم ومناطق لنزهة وأميال من مسارات المشي لمسافات طويلة. والوادي أيضًا مكان لستراحة الطيور المهاجرة، ويُعرف باسم منطقة مراقبة الطيور الأولى. كان اسم ماديرا كانيون في الأصل البيت الأبيض كانيون، بعد بناء منزل بارز من قرميد اللَبِن هناك في أواخر القرن التاسع عشر. أُعيد تسمية الوادي في وقت ما في أوائل القرن العشرين، على الرغم من أن بعض السكان المحليين ما زالوا يستخدمون الاسم الأصلي.

## النباتات والحيوانات
يقع وادي ماديرا كانيون في جبال سانتا ريتا، وهي واحدة من أكبر جزر السماء مادريان. يعد الوادي ومحيطه المباشر موطنًا لمجموعة متنوعة من النباتات والحيوانات، بدءًا من الصحراء المغطاة بالصبار في الروافد السفلية للوادي إلى الحور الرجراج وغابات التنوب على جبل رايتسون.
ويضم الوادي خمسة عشر نوعًا من الطيور الطنانة، والنهاس الأنيق، وصائد الذباب كبرتيّ البطن، وصائد البعوض أسود التاج وتناجر لهبي، وستة وثلاثين نوعًا من طيور هوازج العالم الجديد، وأكثر من 256 نوعًا من الطيور الموثقة إجمالاً، صُنفت ماديرا كانون في المرتبة الثالثة بين أفضل وجهة للطيور في الولايات المتحدة. يشمل الوادي الحيوانات الأخرى التي يمكن العثور عليها في ماديرا كانون مثل الدب الأسود، وأسد الجبل، والوشق الأحمر، وأيل أبيض الذيل، والغزلان البغل، والثعالب، والقطط ذات الذيل الحلقي، والراكون، والديوك الرومية البرية، والسناجب، والأرانب. كما سُجل ستة عشر نوعًا من الخفافيش في الوادي.